# BISS
BISS (англ. Basic Interoperable Scrambling System — Базова Мережно-сумісна Кодувальна Система) — це система умовного доступу для супутникових каналів зв'язку, розроблена Європейською мовною спілкою (ЕВС) і консорціумом виробників обладнання.
До того, як була розроблена система BISS, супутникові мовники передавали свій контент, або використовуючи власні методи шифрування, або взагалі без нього.
Власні методи шифрування визначалися виробниками кодувального обладнання, що накладало обмеження на тип супутникового ресивера, оскільки потрібно було використовувати окремий ресивер для кожного каналу. Розробники BISS спробували зробити «відкриту платформу» для систем шифрування, яку могли би використовувати багато виробників обладнання.
Для здійснення захисту в BISS використовується 16-значний «ключ сеансу» (приклад: 01 23 45 67 89 AB CD EF), узгоджений передавальною и приймальною сторонами до здійснення самої передачі і попередньо введений в приймальне і передавальне обладнання. Після шифрування сигналу «ключ сеансу» стає частиною передаваного контенту, і тільки приймач з правильним ключем може прийняти і розкодувати сигнал. На даний момент це кодування використовує дуже мало телеканалів, так як вона застаріла і її дуже легко відкрити. Використовується в основному для тимчасового кодування телеканалів — наприклад на час прямої трансляції спортивних подій.